# Yat-Kha

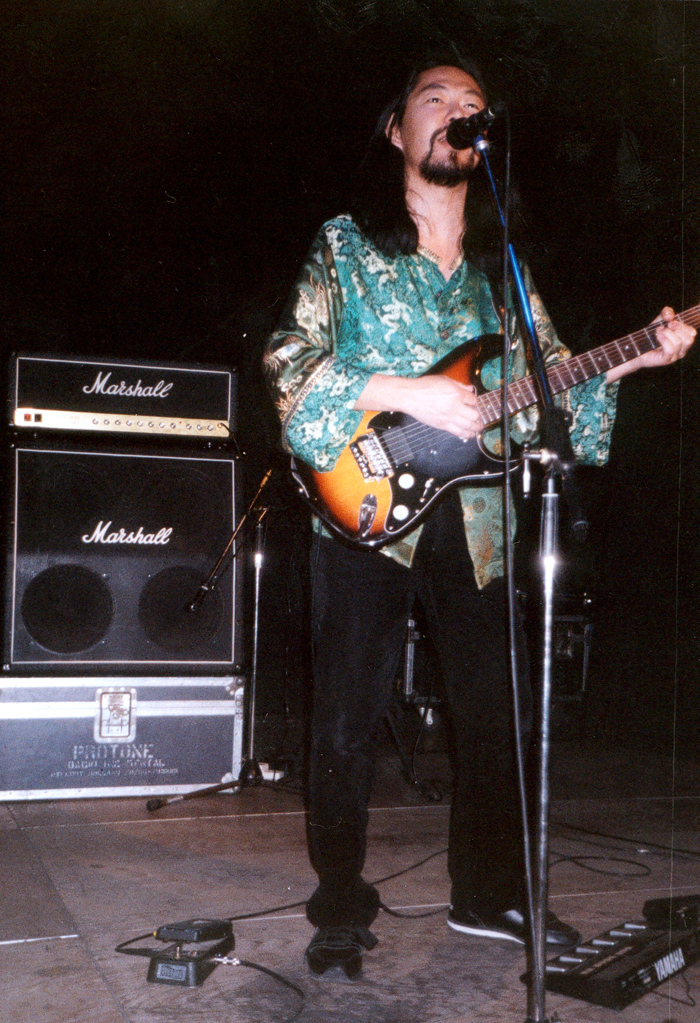
Albert Kuvezin w czasie koncertu z Yat-Kha (2001, Karlsruhe, Niemcy)

Yat-Kha – grupa muzyczna z Republiki Tuwy. Łączą tradycyjne melodie i śpiew gardłowy (chöömej) z ciężkim punkowym brzmieniem.

## Skład zespołu
- Albert Kuvezin – śpiew, śpiew gardłowy, gitara, cytra
- Zhenya Tkachov – wokal wspierający, kengyrgy, perkusja
- Makhmud Skripaltschchikov – gitara basowa
- Sailyk Ommun – śpiew, cytra
- Radik Tiuliush – śpiew, igil
- Aldyn-ool Sevek – śpiew, śpiew gardłowy, igil, morin chuur
- Alexei Saaia – wokal wspierający, śpiew gardłowy, morin chuur

## Albumy
- Priznak Greyushii Byedi (1991)
- Khanparty (1992)
- Yat-Kha (1993)
- Yenisei Punk (1995)
- Tundra's Ghosts (1996/97, zremasterowana wersja albumu „Yat-Kha” wydana przez Iwana Sokolovskiego)
- Dalai Beldiri (1999)
- Aldyn Dashka (2000)
- In Europe Live 2001 (2002, nagrania koncertowe)
- tuva.rock (2003)
- Re-Covers (2005)
- Live In Europe 2005 (2005, nagrania koncertowe)
- Live at Meltdown festival in London 2005 (2010, nagrania koncertowe)
- Poets And Lighthouses (2010)
- The Ways Of Nomad (The Best Of) (2010)
- Live at The Stray Dog (2011)